# 47835 Stevecoe
47835 Stevecoe è un asteroide della fascia principale. Scoperto nel 2000, presenta un'orbita caratterizzata da un semiasse maggiore pari a 2,6535479 UA e da un'eccentricità di 0,1306834, inclinata di 14,91557° rispetto all'eclittica.
L'asteroide è dedicato all'astrofilo statunitense Steve Coe.